# Гастра (Мичиген)
Гастра (Мичиген) (енгл. Gaastra) град је у америчкој савезној држави Мичиген. По попису становништва из 2010. у њему је живело 347 становника.

## Демографија
Према попису становништва из 2010. у граду је живело 347 становника, што је 8 (2,4%) становника више него 2000. године.
| Група             | 2000.       | 2010.       |
| Белци             | 329 (97,1%) | 337 (97,1%) |
| Афроамериканци    | 0 (0,0%)    | 0 (0,0%)    |
| Азијати           | 0 (0,0%)    | 0 (0,0%)    |
| Хиспаноамериканци | 3 (0,9%)    | 4 (1,2%)    |
| Укупно            | 339         | 347         |